# Arhavi Voleybol Spor Kulübü 2019-2020
Questa voce raccoglie le informazioni riguardanti l'Arhavi Voleybol Spor Kulübü nelle competizioni ufficiali della stagione 2019-2020.

## Organigramma societario
Area direttiva
- Presidente: Ufuk Yıldız

Area tecnica
- Allenatore: Nuri Hazaroğlu
- Scoutman: Doğukan Yurdakul

## Rosa
| N° | Nome               | Ruolo | Data di nascita   | Nazionalità sportiva |
| -- | ------------------ | ----- | ----------------- | -------------------- |
| 1  | Umut Şahin         | P     | 6 aprile 1998     | Turchia              |
| 4  | Fredric Gustavsson | O     | 7 marzo 1991      | Svezia               |
| 5  | Berk Özbek         | S     | 4 giugno 1993     | Turchia              |
| 6  | Alper Özdemir      | C     | 5 marzo 1996      | Turchia              |
| 7  | Burhan Zorluer     | S     | 30 luglio 1996    | Turchia              |
| 7  | Anıl Tatar         | C     | 18 luglio 1995    | Turchia              |
| 8  | Hamdi Erkan        | S     | 19 luglio 1996    | Turchia              |
| 9  | Fikri Berber       | C     | 1º agosto 1986    | Turchia              |
| 9  | Tolga Gündoğan     | P     | -                 | Turchia              |
| 10 | Elviss Krastins    | S     | 15 settembre 1994 | Finlandia            |
| 10 | Bilal Tatar        | O     | 18 luglio 1995    | Turchia              |
| 11 | Andrus Raadik      | S     | 19 ottobre 1986   | Estonia              |
| 13 | Görkem Sertel      | C     | 27 ottobre 1992   | Turchia              |
| 15 | Salih Özdemir      | L     | 10 settembre 1993 | Turchia              |
| 16 | Fatih Cihan        | C     | 16 dicembre 1991  | Turchia              |
| 17 | Murat Yenipazar    | P     | 1º gennaio 1993   | Turchia              |
| 18 | Mehmet Özbek       | L     | 11 luglio 1984    | Turchia              |

## Statistiche

### Statistiche di squadra
| Competizione     | Punti | In casa | In casa | In casa | In trasferta | In trasferta | In trasferta | Totale | Totale | Totale |
| Competizione     | Punti | G       | V       | P       | G            | V            | P            | G      | V      | P      |
| ---------------- | ----- | ------- | ------- | ------- | ------------ | ------------ | ------------ | ------ | ------ | ------ |
| Efeler Ligi      | 7     | 11      | 2       | 9       | 11           | 0            | 11           | 22     | 2      | 20     |
| Coppa di Turchia | -     | 1       | 0       | 1       | 1            | 0            | 1            | 2      | 0      | 2      |
| Totale           | -     | 12      | 2       | 10      | 12           | 0            | 12           | 24     | 2      | 22     |

G = partite giocate; V = partite vinte; P = partite perse

### Statistiche dei giocatori
| Giocatore     | Campionato | Campionato | Campionato | Campionato | Campionato | Coppa di Turchia | Coppa di Turchia | Coppa di Turchia | Coppa di Turchia | Coppa di Turchia | Totale | Totale | Totale | Totale | Totale |
| Giocatore     | P          | PT         | AV         | MV         | BV         | P                | PT               | AV               | MV               | BV               | P      | PT     | AV     | MV     | BV     |
| ------------- | ---------- | ---------- | ---------- | ---------- | ---------- | ---------------- | ---------------- | ---------------- | ---------------- | ---------------- | ------ | ------ | ------ | ------ | ------ |
| F. Berber     | 5          | 4          | 3          | 1          | 0          | 1                | 3                | 2                | 1                | 0                | 6      | 7      | 5      | 2      | 0      |
| F. Cihan      | 11         | 141        | 119        | 9          | 13         | 1                | 0                | 0                | 0                | 0                | 12     | 141    | 119    | 9      | 13     |
| H. Erkan      | 18         | 94         | 77         | 12         | 5          | 1                | 8                | 8                | 0                | 0                | 19     | 102    | 85     | 12     | 5      |
| T. Gündoğan   | 6          | 0          | 0          | 0          | 0          | -                | -                | -                | -                | -                | 6      | 0      | 0      | 0      | 0      |
| F. Gustavsson | 11         | 191        | 175        | 2          | 14         | -                | -                | -                | -                | -                | 11     | 191    | 175    | 2      | 14     |
| E. Krastins   | 11         | 102        | 92         | 5          | 5          | 2                | 10               | 8                | 2                | 0                | 13     | 112    | 100    | 7      | 5      |
| B. Özbek      | 18         | 88         | 78         | 7          | 3          | 2                | 3                | 3                | 0                | 0                | 20     | 91     | 81     | 7      | 3      |
| M. Özbek      | 11         | 0          | 0          | 0          | 0          | 0                | 0                | 0                | 0                | 0                | 11     | 0      | 0      | 0      | 0      |
| A. Özdemir    | 22         | 111        | 74         | 32         | 5          | 2                | 6                | 5                | 1                | 0                | 24     | 117    | 79     | 33     | 5      |
| S. Özdemir    | 15         | 0          | 0          | 0          | 0          | 2                | 0                | 0                | 0                | 0                | 17     | 0      | 0      | 0      | 0      |
| A. Raadik     | 11         | 141        | 119        | 9          | 13         | -                | -                | -                | -                | -                | 11     | 141    | 119    | 9      | 13     |
| U. Şahin      | 20         | 30         | 12         | 8          | 10         | 2                | 2                | 1                | 0                | 1                | 22     | 32     | 13     | 8      | 11     |
| G. Sertel     | 13         | 67         | 40         | 21         | 6          | 2                | 12               | 8                | 4                | 0                | 15     | 79     | 48     | 25     | 6      |
| A. Tatar      | 8          | 21         | 15         | 3          | 3          | -                | -                | -                | -                | -                | 8      | 21     | 15     | 3      | 3      |
| B. Tatar      | 8          | 33         | 23         | 7          | 3          | -                | -                | -                | -                | -                | 8      | 33     | 23     | 7      | 3      |
| M. Yenipazar  | 13         | 41         | 18         | 11         | 12         | 1                | 3                | 2                | 0                | 1                | 14     | 44     | 20     | 11     | 13     |
| B. Zorluer    | 6          | 11         | 9          | 1          | 1          | 2                | 26               | 25               | 1                | 0                | 8      | 37     | 34     | 2      | 1      |

P = presenze; PT = punti totali; AV = attacchi vincenti; MV = muri vincenti; BV = battute vincenti